# Згалево
Згалево (болг. Згалево, устар. Сгалевицы) — село в Болгарии. Находится в Плевенской области, входит в общину Пордим. Население составляет 641 человек.

## Политическая ситуация
В кметстве Згалево должность кмета (старосты) исполняет Огнян Славейков Тодоров (независимый) по результатам выборов 2007 года.
Кмет (мэр) общины Пордим — Детелин Радославов Василев (независимый) по результатам выборов 2007 года.